# Wunibald

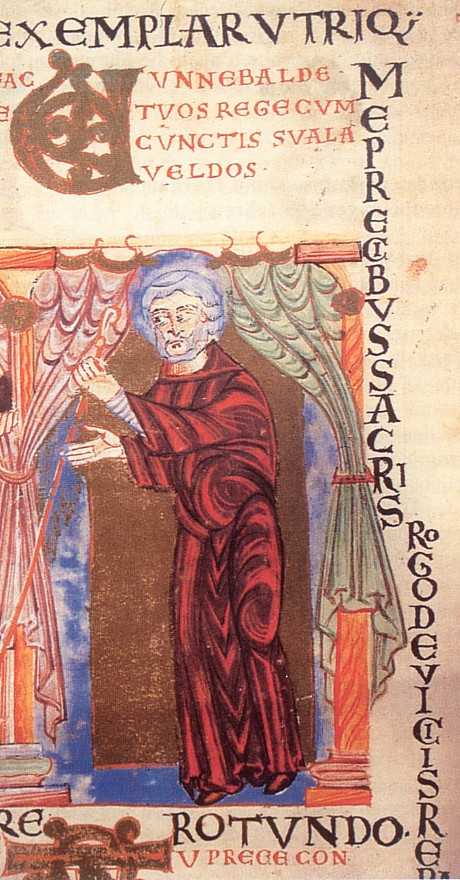

De heilige Wunibald (Wessex, 701 - Heidenheim, 18 december 761) was een geestelijke van Engelse afkomst.
Wunibald werd geboren als zoon van Richard van Wessex, koning van de Angelsaksen en broer van Willibald van Eichstätt en Walburga. Samen met zijn vader en broer trok hij in 720 als pelgrim naar Rome, waar hij monnik werd en tot 727 verbleef. Nadat hij weer een tijd in zijn thuisland had doorgebracht, trok hij in 730 samen met zijn jongste broer opnieuw naar Rome. In 738 zond Bonifatius, Wunibald en Willibald als missionaris naar Germanië en wijdde hen tot priester. Van 739 werkte hij in Thüringen, van 744 in het Beierse Frankenland en van 747 in Mainz. Hij stichtte het klooster van de benedictijnen in 751 in Heidenheim in het bisdom Eichstätt, waar zijn broer bisschop was. Wunibald werd abt van het mannenklooster en Walburga leidde het vrouwenklooster. Zijn feestdag is op 18 december. Hij is de patroonheilige van de brouwers en de bouwvaklui.